# Wanli (Nanchang)
Der Stadtbezirk Wanli (chinesisch 湾里区, Pinyin Wānlǐ Qū) ist ein ehemaliger Stadtbezirk der bezirksfreien Stadt Nanchang in der chinesischen Provinz Jiangxi. Er hatte eine Fläche von 254 km² und zählt 63.963 Einwohner (Stand: Zensus 2010).
2019 wurde Wanli in den Stadtbezirk Xinjian eingegliedert.

## Administrative Gliederung
Auf Gemeindeebene setzte sich der Stadtbezirk aus zwei Straßenvierteln, drei Großgemeinden und einer Gemeinden zusammen. 